# Claude Grobéty
Claude Grobéty est un artiste peintre, dessinateur et graveur de double nationalité française et suisse né à Asnières-sur-Seine (Hauts-de-Seine) le 3 avril 1940. il vécut à Sainte-Eusoye (Oise) où il est mort le 23 juin 2016.

## Biographie
Claude Grobéty naît au 1, rue Descartes à Asnières du mariage de Louis Henri Émile Grobéty (né à Genève en 1888) et de Nathalie Kadletz (née à Paris en 1888) qui y sont domiciliés, tous deux dits ingénieurs-constructeurs.
il épouse Lucie Leroy le 5 février 1972 à Nantes.

## Expositions

### Expositions personnelles

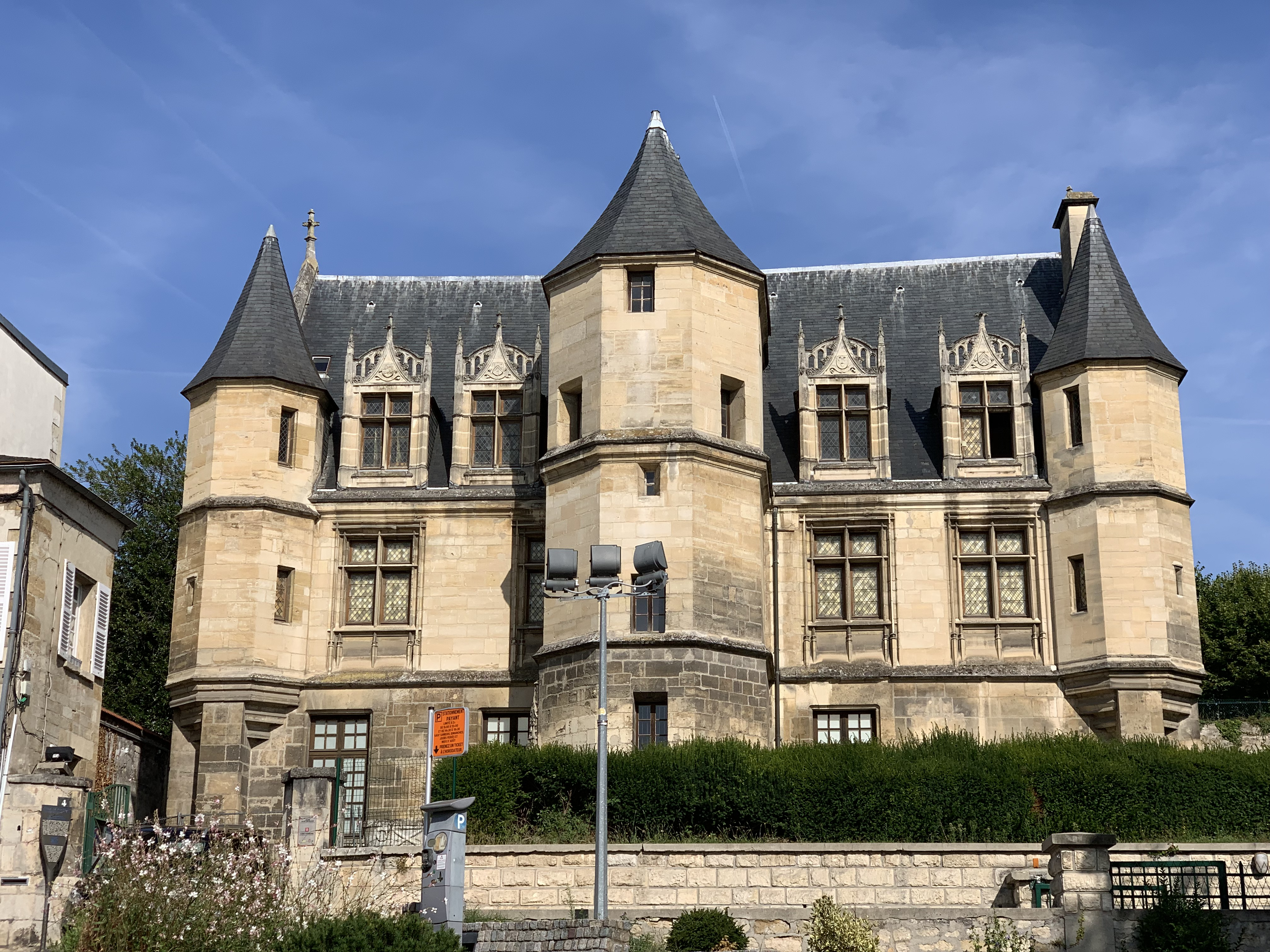
Musée Tavet-Delacour, Pontoise

- Galerie Jeanne Castiel, Paris, mars 1968[2].
- Musée Tavet-Delacour, Pontoise, mai-septembre 1982[3].

### Expositions collectives
- Ve Biennale de Paris, Musée d'art moderne de la ville de Paris, septembre-novembre 1967[4].
- Salon des surindépendants, Paris, 1968[3].
- Trois peintres réalistes : Chan Kin-Chung, Claude Grobéty, Bernadette Kelly, Musée Tavet-Delacour, Pontoise, avril-juin 1975[5].
- Ateliers d'aujourd'hui, Musée national d'art moderne, Paris, 1978, 1979[3].
- Graveur au XXe siècle - Collection du Fonds régional d'art contemporain Île-de-France, Musée municipal d'Art et d'Histoire de Colombes, février-avril 1990[6].
- De Bonnard à Baselitz, dix ans d'enrichissements du cabinet des estampes, 1978-1988, Bibliothèque nationale de France, 1992[7].
- Nabuchodonosor : une revue-affiche, 1969-1972, exposition itinérante dont Senlis, 2003[8].

## Réception critique
- « Après tant de nuages, tant de pauvres facéties, voilà qu'un peintre ose de nouveau exister avec une sorte de magnificence. Sans mécanique ni torture pour nerf optique, voilà une œuvre faite de rythme, de couleur, de forme. À des amateurs d'étiquettes Grobéty avait nommé sa peinture "descriptisme". Décrire, en effet, lui sert de mobile premier. Mobile moyenâgeux, pourrait-on dire ; mais le renouveau est une roue qui tourne sans fin ; à moins qu'il ne soit comme le balancement éternel entre flux et reflux : ligne qui fixe, contient, espace qui respire et dissout. Grobéty appartient au premier mouvement, celui du plein, celui du flux, celui qui avance depuis l'ancienneté des temps. Il renoue avec la conception primitive, il conte par l'image et il édifie ses visions avec une poigne de maître d'œuvre. Contes, mais prétextes aussi en piment de l'humour. Parfois la futilité des thèmes employés en regard du faste de leur réalisation dissimule mal un sourire intérieur, une jubilation quelque peu diabolique. En cela Grobéty appartient bien à son temps qui n'est plus celui de la croyance. » - René Boullier[2]
- « Après une période abstraite où se décèle une vague influence de Fernand Léger, il s'achemine vers le portrait, donc vers le figuratif ; sa femme Lucie va bientôt devenir le thème central de son œuvre, son prétexte exclusif. Comme ses peintures, ses fusains et ses eaux-fortes magnifient par les jeux de lumière et d'ombre le désordre familier de son immense atelier : des compositions souvent bassées sur une photographie qui lui permet, comme le souligne Edda Maillet (conservateur du musée de Pontoise qui abrite plusieurs œuvres de Grobéty) "d'immobiliser l'image et le temps et d'être ainsi délivré, comme les abstraits, du mlodèle : alors commance la peinture". » - Gérald Schurr[9]
- « Après l'abstraction, il est revenu à la figuration dans de grandes toiles privilégiant les effets de lumière. Il peuple ses tableaux de chevalets, presses de graveur, pianos à queue, ustensiles de cuisine, faisant perpétuellement référence au monde qui l'entoure à sa réalité quotidienne. » - Dictionnaire Bénézit[3]

## Collections publiques

### France
- Fonds régional d'art contemporain Picardie, Amiens, Sans titre, fusain, huile et pastel gras sur toile 200x300cm, 14 mai 1983[10].
- Bibliothèque Forney, Paris, Nabuchodonosor - - Pensez à l'avenir de vos enfants, affiche 61x45cm, 1969[8],[11].
- Département des estampes et de la photographie de la Bibliothèque nationale de France, Paris, 42 estampes[7].
- Fonds régional d'art contemporain Île-de-France, Paris, La table jaune, acrylique sur toile 308x207cm, 1982[12].
- Ministère de l'éducation nationale, Paris, Athena, pierre noire et fusain 148x108cm, 1975 (dépôt du Centre national des arts plastiques)[13].
- Musée national d'art moderne, Paris, Les fenêtres noires, suite de cinq dessins au fusain 108x75cm, 1982[14]..
- Musée Tavet-Delacour, Pontoise[3].
- Fonds national d'art contemporain, Puteaux :
  - N°I - La géante en grand deuil, encre de Chine 56,6x45cm, 25 juin 1966[15] ;
  - La voyeuse met un œil dans chaque trou, huile sur toile 116x89cm, 22 novembre 1966[16] ;
  - N°II, encre de Chine 50x65cm, 7 mars 1967[17] ;
  - La grande fenêtre, burin 52,5x37,5cm, 1968-1969[18] ;
  - Le sacrifice d'Abraham, huile sur toile 202x212cm, 2 août 1969[19] ;
  - Sans titre, encre de Chine 65x50cm, 21 septembre 1969[20] ;
  - Étude pour la peinture n° inv. 31342, encre de Chine 65,9x53,3cm, 15 octobre 1969[21] ;
  - Le garage, eau-forte 37x52cm, 25 août 1972[22] ;
  - La repasseuse, eau-forte 47,5x29,5cm, 1972[23] ;
  - La jupe violette - La grande fenêtre, huile sur toile 162x130cm, 1973[24] ;
  - La nappe rose, huile sur toile 195x130cm, 27 février 1979[25].
- Conseil régional d'Île-de-France, Saint-Ouen-sur-Seine, Poudre d'or, eau-forte 64,6x50,7cm, 1977 (dépôt du Fonds régional d'art contemporain Île-de-France)[26].

### Suisse
- Représentation permanente de la France auprès de l'Office des Nations unies à Genève, Le pot à la Française, huile sur toile 162x114cm, 31 décembre 1979 (dépôt du Centre national des arts plastiques)[27].